# Великі Мітридатські сходи
Великі Мітридатські сходи — історична пам'ятка м. Керч, АР Крим; розташована в центрі міста на березі Керченської протоки. Сходи ведуть на вершину гори Мітридат і складаються з 432 сходинок.

## Історія
Великі Мітридатські сходи побудовані в 1833–1840 роках за проєктом італійського зодчого Олександра Дігбі.
Гора Мітридат була названа на честь гідного античного царя Понта Мітрідата VI Євпатора, правителя Боспорського царства. У стародавній Пантікапеї (що існував на місці нинішньої Керчі), там, де зараз горить вічний вогонь і підноситься Обеліск Слави на горі Мітридат, стояв розкішний палац Мітрідата. На вершині гори на час будівництва і відкриття Сходів знаходився музей старожитностей — копія афінського храму Тесея. Великі Мітридатські сходи в незмінному вигляді зберігалися до часів Кримської війни 1853—1856 років, а при обстрілі міста з кораблів сходи і музей були пошкоджені.

## Опис
Відновили Великі Мітридатські сходи аж через 130 років після їх зруйнування у ХІХ ст. При розкопках вдалося знайти залишки кам'яних скульптур, і керченський скульптор Сердюк Роман Володимирович скопіював їх та відтворив у сучасних скульптурах сходів. Завдяки цьому сьогодні Великі Мітридатські сходи прикрашають декоративні вази та кам'яні грифони — казкові леви з головою і крилами орла. Водночас, що показово, грифони — символи міста прикрасили оглядові майданчики сходів. Великі Мітридатські сходи — улюблене місце для прогулянок городян. Саме відси відкривається широка панорама центральної частини міста.
На вершині гори Мітридат сьогодні горить Вічний вогонь і вивищується обеліск Слави — братська могила солдатів і офіцерів Радянської армії, загиблих при штурмі міста в роки німецько-радянської війни.
Майже на осі сходів, на вершині г. Мітридат розташована каплиця діаметром 8 метрів і висотою 6 метрів. Це каплиця або мавзолей І. О. Стемпковського.

## Події
У 2015 р. частина Великих Мітридатських сходів обвалилася. Зокрема, руйнується арочне зведення, виникла тріщина в склепі Деметри, що спричиняє подальші руйнування.